# Jock Callander
William Darren „Jock“ Callander (* 23. April 1961 in Regina, Saskatchewan) ist ein ehemaliger kanadischer Eishockeyspieler, -trainer sowie derzeitiger -funktionär, der im Verlauf seiner aktiven Karriere zwischen 1978 und 2000 unter anderem annähernd 1200 Spiele – hauptsächlich für die Muskegon Lumberjacks und Cleveland Lumberjacks – in der International Hockey League (IHL) auf der Position des Centers bestritten hat. Darüber hinaus absolvierte Callander, der zu einem der prägendsten Spieler der IHL-Geschichte gehört und dort zahlreiche Auszeichnungen erhielt sowie zweimal den Turner Cup gewann, weitere 131 Partien für die Pittsburgh Penguins und Tampa Bay Lightning in der National Hockey League (NHL). Mit den Penguins gewann er in den Stanley-Cup-Playoffs 1992 die gleichnamige Trophäe. Sein älterer Bruder Drew Callander war ebenfalls professioneller Eishockeyspieler.

## Karriere

### Junioren und St.-Louis-Franchise
Callander verbrachte seine gesamte Juniorenzeit zwischen 1978 und 1982 in seiner Geburtsstadt Regina in der Provinz Saskatchewan. Die einzige Ausnahme war dabei ein kurzes Gastspiel am Providence College, wo er im Herbst 1979 drei Spiele für die Hochschulmannschaft im Spielbetrieb der National Collegiate Athletic Association (NCAA) bestritt. In Regina, wo Callander auch sein Studium an der hiesigen University of Regina abschloss, spielte der Angreifer in der Saison 1978/79 zunächst für die Regina Pat Blues in der Saskatchewan Junior Hockey League (SJHL). Bereits im Verlauf der Spielzeit kam er aber zu seinen ersten Einsätzen bei den höherklassig beheimateten Regina Pats in der Western Hockey League (WHL). Nach seiner Rückkehr vom College aus den Vereinigten Staaten gehörte der Mittelstürmer ab der Hälfte der Spielzeit 1979/80 fest zum Aufgebot. Mit seinen 14 Scorerpunkten in den Playoffs leistete er einen bedeutenden Beitrag zum Gewinn der WHL-Meisterschaft in Form des President’s Cups. Darüber hinaus machte die Mannschaft wenige Wochen später das Double durch den Gewinn des prestigeträchtigen Memorial Cups perfekt.
Zur Saison 1980/81 erhielten die Regina Pats mit Dave Michayluk einen Spieler, der in den folgenden beiden Jahren ein Sturmduo mit Callander bildete, zu dem sich ein Jahr später noch Dale Derkatch gesellte. In den beiden Spieljahren mit Michayluk an seiner Seite sammelte Callander zunächst 153 Punkte in der Spielzeit 1980/81. Diesen folgten 190 im folgenden Jahr, was ihm den Gewinn der Brownridge Trophy als punktbestem Spieler der regulären Saison einbrachte. Dazu kamen weitere 39 Punkte im Verlauf der Playoffs, in denen die Pats im Finale um den President’s Cup den Portland Winter Hawks unterlagen.
Der Center hatte bereits im September 1981 – also vor Beginn seines letzten Jahres bei den Junioren – als ungedrafteter Free Agent einen Vertrag bei den St. Louis Blues aus der National Hockey League (NHL) unterschrieben. In deren Franchise wechselte Callander schließlich im Sommer 1982. Es gelang ihm jedoch nicht sich für den NHL-Kader der Blues zu empfehlen und so fand sich der Rookie im Spieljahr 1982/83 in deren Farmteam Salt Lake Golden Eagles in der Central Hockey League (CHL) wieder. Dort konnte der Jungspieler in 47 Spielen insgesamt 68 Punkte sammeln. Das folgende Jahr lief Callander bei St. Louis’ neuem CHL-Kooperationspartner Montana Magic auf, wo er sich um zwölf Punkte im Vergleich zur Vorsaison steigerte. Ebenso kam er zweimal bei den Toledo Goaldiggers in der International Hockey League (IHL) zum Einsatz.

### Muskegon und Cleveland
Nachdem Callanders Vertrag bei den St. Louis Blues nach der Spielzeit 1983/84 – ohne einen NHL-Einsatz – nicht verlängert worden war, erhielt er vor der Spielzeit 1984/85 einen Vertrag bei den Muskegon Lumberjacks aus der IHL. Mit dem Team, das von Scott Gruhl angeführt wurde, erreichte er gleich in seiner ersten Saison in der Liga das Meisterschaftsfinale. In der folgenden Spielzeit traf er bei den Lumberjacks wieder auf seinen ehemaligen Teamkollegen Dave Michayluk. Die beiden bildeten – zunächst gemeinsam mit Scott Gruhl und später Mike Needham – eine der besten Angriffsreihen der IHL-Geschichte. Gemeinsam führten sie das Team zum erstmaligen Gewinn des Turner Cups im Jahr 1986. Bis zur Umsiedlung des Franchises im Sommer 1992 nach Cleveland ließen die beiden eine weitere Meisterschaft im Jahr 1989 folgen. Zudem stand das Team in den Jahren 1987, 1990 und 1992 ebenfalls im Meisterschaftsfinale, war dort aber jeweils dem Gegner unterlegen. Callander selbst fand sich in den Jahren 1987 und 1992 zweimal im IHL First All-Star Team wieder. In der Saison 1986/87 erhielt der Kanadier als Topscorer der regulären Saison die Leo P. Lamoureux Memorial Trophy. Seine 136 Scorerpunkte stellten gemeinsam mit Jeff Pyle den Bestwert in dieser Statistik dar. Ebenso teilten sich die beiden die James Gatschene Memorial Trophy als wertvollste Spieler der regulären Saison. Als Belohnung für seine Leistungen hatte Callander im Juli 1987 nach drei Jahren wieder einen NHL-Vertrag bei den Pittsburgh Penguins erhalten, die sich die Dienste des Free Agents gesichert hatten.
Das verlorene Meisterschaftsfinale des Jahres 1992 wurde jedoch von einem weitaus größeren Triumph überschattet. Bereits seit der Spielzeit 1987/88 hatte der Mittelstürmer signifikante Teile der Spieljahre im Kader der Pittsburgh Penguins verbracht, jedoch im März 1990 die letzte seiner bis dato 111 NHL-Partien bestritten. Im Verlauf der zweiten Runde der Stanley-Cup-Playoffs 1992 waren die Penguins von großem Verletzungspech gebeutelt. Folglich beriefen sie ihn sowie die ebenfalls seit 1989 in Pittsburgh unter Vertrag stehenden Dave Michayluk und Mike Needham aus der erfolgreichen „Muskegon-Sturmreihe“ in den NHL-Kader. Callander bestritt im Verlauf der Playoffs insgesamt zwölf Partien. Die drei Minor-League-Spieler, die in der regulären Saison allesamt nicht in Pittsburgh zum Einsatz gekommen waren, verteidigten am Ende der Playoffs erfolgreich den Stanley Cup mit den Penguins, die die letzten elf Spiele der Playoffs – nach dem 1:2-Serienrückstand gegen die New York Rangers in der zweiten Runde – allesamt gewannen.
Im Sommer 1992 wechselte der Offensivspieler als Free Agent zu den neu gegründeten Tampa Bay Lightning. Bei der jungen Organisation konnte sich der Angreifer jedoch auch nicht durchsetzen. Während er in acht Partien für die Lightning in der NHL auf dem Eis stand, spielte er den Großteil des Spieljahres für deren IHL-Kooperationspartner Atlanta Knights. Zur Saison 1993/94 kehrte Callander ins Lumberjacks-Franchise zurück, das mittlerweile nach Cleveland umgesiedelt worden war und den Spielbetrieb in der IHL als Cleveland Lumberjacks fortsetzte. Der Angreifer absolvierte seine letzte von insgesamt fünf Spielzeiten mit mehr als 100 Punkten. Nach der Spielzeit 1995/96, in der er 95 Scorerpunkte gesammelt hatte, ging die Offensivproduktion des mittlerweile 35-Jährigen merklich zurück. Er spielte aber dennoch vier weitere Jahre in einer untergeordneten Rolle im Team und beendete seine Karriere im August 2000 im Alter von 39 Jahren.

### Arbeit als Trainer und im „Front Office“
Callander begann nach seinem Karriereende zur Saison 2000/01 als Assistenztrainer bei seinem Ex-Team in Cleveland zu arbeiten, nachdem er bereits zwei Spielzeiten zuvor als Spieler aktiv in den Trainerstab integriert war. Durch die Auflösung der IHL und der Cleveland Lumberjacks endete das Engagement bereits nach einem Jahr. Er erhielt jedoch umgehend eine neue Anstellung als Trainerassistent bei den Houston Aeros in der American Hockey League (AHL). Dort war der Kanadier ebenfalls ein Jahr angestellt, bevor er sich für längere Zeit aus dem Eishockeygeschäft zurückzog.
Um das Jahr 2006 herum fand Callander jedoch in der Organisation der Lake Erie Monsters, die in Cleveland – hervorgehend aus den Utah Grizzlies – angesiedelt wurde, einen neuen Arbeitgeber in der AHL. In der Folge war er dort ab der Saison 2012/13 drei Spielzeiten als Assistenztrainer tätig. Während der Spielzeit 2014/15 fungierte er darüber hinaus als Director of Hockey Operations. Zur Saison 201/18 kehrte er schließlich in der Funktion des Team Managers in eine führende Rolle in der nun als Cleveland Monsters fungierenden Organisation zurück. Es folgten Beförderungen zum Vice President of Hockey Operations im Jahr 2021 sowie zwei Jahre später zum Senior Vice President of Hockey Operations.

### Vermächtnis
Nach Callanders Rücktritt wurde seine Trikotnummer 15 im November 2000 von den Cleveland Lumberjacks gesperrt und bis zur Auflösung des Franchises im Jahr 2001 nicht mehr an einen anderen Spieler vergeben. In der Folge sperrte auch die in der neuen International Hockey League (IHL) beheimatete Reinkarnation der Muskegon Lumberjacks im Oktober 2009 das Trikot mit der 15, um das sportliche Vermächtnis des Stürmers, der zwei Jahre zuvor in die Muskegon Area Sports Hall of Fame aufgenommen worden war, zu ehren. Im Rahmen eines Spiels im Dezember 2011 sperrten auch die Lake Erie Monsters aus der AHL, die die Tradition einer Minor-League-Organisation in der Stadt Cleveland fortführten, Callanders Trikotnummer und erinnerten damit an die elf Jahre zurückliegende Erstsperrung durch die Lumberjacks.
An seinem Karriereende war Callander, der Akteur mit den meisten Spielen, Torvorlagen und Scorerpunkten für das Muskegon/Cleveland-Franchise. Mit seinen 1054 Einsätzen in der regulären Saison belegte er zum Zeitpunkt der Auflösung der IHL im Jahr 2001 den ersten Rang unter allen Spielern, nachdem er in seinem letzten Einsatz für Cleveland den bisherigen Rekordhalter Glenn Ramsay abgelöst hatte. Dessen Rekord hatte zuvor 26 Jahre lang Bestand gehabt. Seine 477 Treffer, 765 Vorlagen und 1242 Punkte liehen ihn in allen drei Statistiken mindestens unter den vier erfolgreichsten Spielern stehen. In der Scorerwertung lag er lediglich zehn Punkte hinter Rekordhalter Len Thornson auf dem zweiten Rang.

## Erfolge und Auszeichnungen
| - 1980 President’s-Cup-Gewinn mit den Regina Pats - 1980 Memorial-Cup-Gewinn mit den Regina Pats - 1982 Brownridge Trophy - 1986 Turner-Cup-Gewinn mit den Muskegon Lumberjacks - 1987 Leo P. Lamoureux Memorial Trophy (gemeinsam mit Jeff Pyle) - 1987 James Gatschene Memorial Trophy (gemeinsam mit Jeff Pyle) - 1987 IHL First All-Star Team | - 1989 Turner-Cup-Gewinn mit den Muskegon Lumberjacks - 1992 Stanley-Cup-Gewinn mit den Pittsburgh Penguins - 1992 IHL First All-Star Team - 2000 Sperrung der Trikotnummer 15 durch die Cleveland Lumberjacks - 2007 Aufnahme in die Muskegon Area Sports Hall of Fame - 2009 Sperrung der Trikotnummer 15 durch die Muskegon Lumberjacks - 2011 Sperrung der Trikotnummer 15 durch die Lake Erie Monsters |

## Karrierestatistik
(Legende zur Spielerstatistik: Sp oder GP = absolvierte Spiele; T oder G = erzielte Tore; V oder A = erzielte Assists; Pkt oder Pts = erzielte Scorerpunkte; SM oder PIM = erhaltene Strafminuten; +/− = Plus/Minus-Bilanz; PP = erzielte Überzahltore; SH = erzielte Unterzahltore; GW = erzielte Siegtore; 1 Play-downs/Relegation; Kursiv: Statistik nicht vollständig)